# Cimadolmo
Cimadolmo es una localidad y comune italiana de la provincia de Treviso, región de Véneto, con 3.327 habitantes.

## Evolución demográfica
| Gráfica de evolución demográfica de Cimadolmo entre 1861 y 2001 |
|                                                                 |
| Fuente ISTAT - elaboración gráfica de Wikipedia                 |